# Chorobates

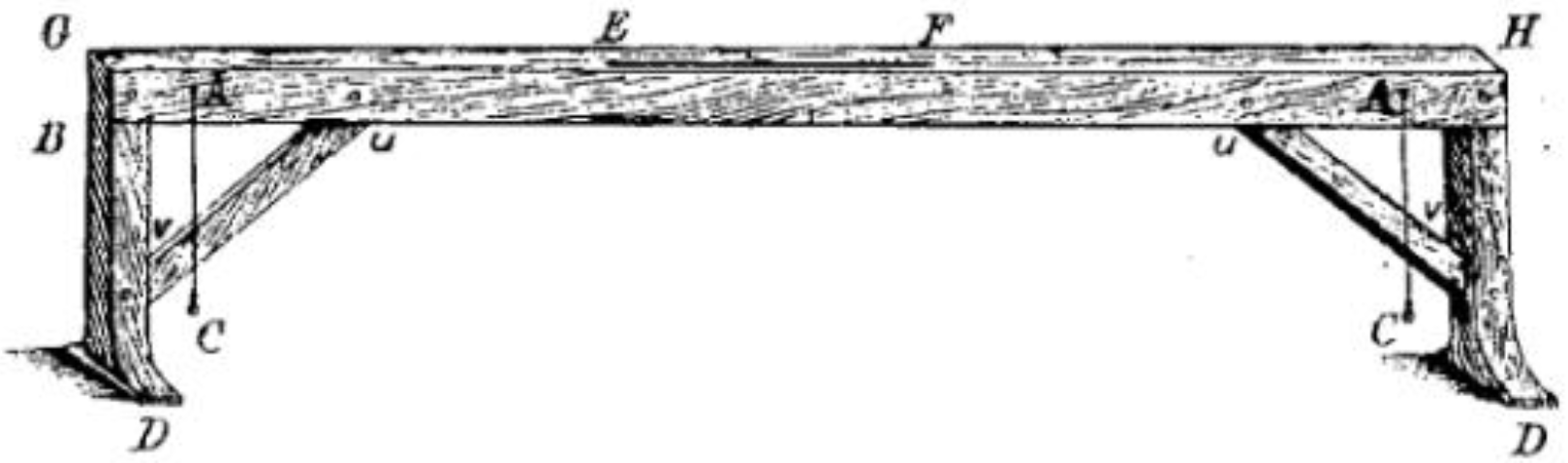
Chorobat

Der Chorobates oder Chorobat (von gr. χωροβἀτης, aus χῶρος chōros „Platz“ und βἀτης bátēs „Gänger“) war ein Vermessungsinstrument im antiken Rom. Er kann auch als Messbalken bezeichnet werden und ist eine frühe Form eines Nivelliergerätes.
Der Chorobates wurde insbesondere beim Bau von Wasserleitungen (Aquädukten), Brücken (Viadukten) und Tunneln eingesetzt.

## Gerätebeschreibung

Schematischer Aufbau eines Chorobats

Es existiert nur noch eine Beschreibung von Vitruv (Vitruv: Zehn Bücher über Architektur 8,5, 1–3), Skizzen oder gar erhaltene Funde gibt es nicht. Allerdings wurden über sein Aussehen und seine Funktionsweise schon vielfach Überlegungen angestellt, so z. B. von Leonardo da Vinci.
Der Chorobat bestand aus einem 20 Fuß (ca. 6 m) langen Träger (Holzbalken) mit senkrechten Stützen (Beinen) an seinen Enden. Der Chorobat war meist komplett aus Holz gefertigt und wurde entweder mit Loten horizontiert oder z. B. bei Wind durch Beobachten des Pegels in einer mit Wasser gefüllten Rinne auf dem Träger. Der Träger und seine beiden senkrechten Stützen waren zusätzlich durch schräge Streben miteinander verbunden, auf denen Markierungen angebracht waren, die dazu dienten, das Gerät mittels der Lote horizontal auszurichten. Es besaß entgegen früheren Annahmen keine Visierhilfe.

## Handhabung
Schon die aus dem Altgriechischen stammende Bezeichnung „Chorobates“ (deutsch: „Auf dem Boden dahinschreitend“) gibt Aufschluss über die Verwendung des Geräts:
Es wurde eine Aufstellung an die andere gereiht, wobei der wie eine große Wasserwaage und ohne Visierhilfe verwendete Chorobat bei jeder Aufstellung um 180° gedreht und mit dem gleichen Bein auf den letzten Aufsetzpflock (Zwischenpunkt) der vorangegangenen Aufstellung gesetzt wurde.
Durch diese Drehung fielen alle durch Fertigungsungenauigkeiten bedingten Instrumentenfehler heraus, da sie bei jeder zweiten Aufstellung mit umgekehrten Vorzeichen in die Messung eingingen. Dies ermöglichte die hochgenauen Nivellements der Römer.
Bei jeder Aufstellung konnte der Höhenunterschied an einem der beiden Chorobates-Beine mit einem Messstock gemessen und aufgeschrieben werden. Der Aufschrieb entfiel, wenn man an einer Höhenlinie entlang maß.
Außerdem konnte man aus der Länge des Chorobats gleichzeitig die gesamte Länge der Trasse ableiten.
Eine Verwendung des Chorobats mit Visiereinrichtung als eine Art Nivelliergerät war wegen der dadurch auftretenden Fehler und der viel schwierigeren und aufwendigeren Handhabung unwahrscheinlich.
Entlang der Trägeroberkante oder möglicherweise angebrachter Visierhilfen wäre eine horizontale Peilung auf einer speziellen Messlatte mit beweglicher Zielmarke notwendig gewesen. Um eine große Genauigkeit zu erreichen, hätte es einer besonderen Präzision bei der Fertigung des Geräts und wegen der verbleibenden Instrumentenfehler eines Nivellierens mit gleichen Zielweiten bedurft.
Der Idee der Verwendung mit Visierhilfe lag vielen Rekonstruktionsversuchen seit Leonardo da Vinci, also seit der Renaissance, zugrunde, die aber im Wesentlichen Geräteneuentwicklungen waren.